# كارل ر. فيلد
كارل ر. فيلد هو محامي وسياسي أمريكي، (و. 1858 – 1914 م). انتخب عضو جمعية ولاية ويسكونسن ‏.